# Branko Žužek
Branko Žužek, slovenski pesnik, pisatelj in prevajalec, * 22. julij 1921, Ljubljana, † 6. julij 2001, Golnik.
Branko Žužek je bil pesnik, pisatelj in prevajalec, pa tudi novinar in dramatik. Njegovo najpomembnejše delo je avtobiografska zbirka črtic Kruh moje matere (1973).

## Življenje
Branko Žužek se je rodil na Selu pri Ljubljani. Obiskoval je Osnovno šolo Prule, kjer je spoznal dela svojih učiteljev Janeza Jalna in Toneta Seliškarja. Kmalu zatem se je vpisal na dvorazredno državno trgovsko šolo v Ljubljani. Ustvarjanje pesmi mu je bilo blizu, saj je osebno zelo dobro poznal pesnika Jožeta Šmita in Franceta Balantiča. Zaposlil se je pri Slovenskem poročevalcu ter kasneje še pri Delu, kjer se je preizkusil kot novinar. Po vrsti objav v različnih časnikih in revijah se je leta 1956 predstavil s svojo prvo pesniško zbirko Padajo rožnati listi. V naslednjih letih so sledile še druge. Umrl je leta 2001.

## Delo
Avtorjeva prva pesniška zbirka se imenuje Padajo rožnati listi (1956). V njegovih delih jasno zasledimo elemente ekspresionizma ter impresionizma, ki sta zelo značilna za vojno in povojno obdobje.
V pesniški zbirki Moja pokrajina (1966) je Žužek uporabil veliko motivov človekovega sožitja z naravo. Temo je uporabil za prikaz človekovega življenja, kajti zanj je narava bolj obstojna in mogočnejša. Verz Branka Žužka je preprost in svoboden. 
Leta 1971 je napisal knigo pesmi z naslovom Steklena krogla, leta (1978) pa pesniško zbirko Uporna Galeja.
Motivno-tematske vsebine so poezija (Trije soneti), ljubezen (Bori, Klic..., Pomlad) in smrt (Nemoč, Večni strah), ponekod pa lahko najdemo tudi vojne motive (Čas, Obup, Pridi). Glede na zunanjo podobo njegovih del je ohranjal urejene kitice in stalne oblike. Kasneje je uporabljal izrazito metaforiko z bolj razgibanim svobodnim verzom.
Napisal je tudi leposlovna mladinska dela. Leta 1973 so izšle spominske črtice z naslovom Kruh moje matere. Napisal je tudi zbirko Daljni obrazi, pripoved O ribi velikanki naprej in  nazaj (1984) in pravljice O goslaču in zvezdah (1990). Leta 1993 je napisal zadnjo knjigo Vrnitev, polno spominov. 
Bil je tudi prevajalec. Prevedel je dela mnogih priznanih avtorjev: Johann Wolfgang Goethe: Herman in Doroteja (1967), Ernest Gorlich: Deklica iz Louisiane (1967), Vladimir Nazor: Veli Jože (1967), Stevan Majstorović: Ledeniki in gejzirji (1969), Hans Baumann: Most Bogov (1969), Đorđe Radenković: Sonce v prahu (1970), Vladimir Kolar, Giuseppe Bufalari: Jadran – morje miru (1970).

### Poezija
- Padajo rožnati listi,  (1956) (COBISS)
- Moja pokrajina, (1966) (COBISS)
- Steklena krogla, (1971) (COBISS)
- Uporna Galeja, (1978) (COBISS)

### Mladinska poezija
- Mojster Hudogled in Marko, ljudska pripoved v verzih, (1952) (COBISS)
- O fantu, ki je po suhem jadral, (1953) (COBISS)
- O lisici deklici, (1975) (COBISS)
- Kaj imamo radi, (1981) (COBISS)

### Mladinska proza
- Kruh moje matere, spominske črtice, (1973) (COBISS)
- Kruh moje matere, 2. skrajšana izdaja, (1979) (COBISS)
- Daljni obrazi]], spominske črtice
- O ribi velikanki naprej in nazaj, pripoved, (1984)  (COBISS)
- O goslaču in zvezdah, pravljice, (1990) (COBISS)

### Prevodi
- Johann Wolfgang von Goethe: Herman in Doroteja, prepesnitev, (1967)
- Ernest Gorlich: Deklica iz Louisiane, prevod epa, (1967) (COBISS)
- Vladimir Nazor: Veli Jože, prevod zgodbe, (1967) (COBISS)
- Stevan Majstorović: Ledeniki in gejzirji, (1969) (COBISS)
- Hans Baumann: Most Bogov, (1969) (COBISS)
- Đorđe Radenković: Sonce v prahu, (1970) (COBISS)
- Vladimir Kolar, Giuseppe Bufalari: Jadran – morje miru, (1970) (COBISS)

### Spomini
- Vrnitev, (1993)  (COBISS)